# Полванов, Шухрат Тагаймуратович
Шухрат Тагаймуратович Полванов (узб. Shuhrat Tagaymuratovich Polvanov; род. в 1977 году, Самаркандская область,Узбекская ССР) — узбекский государственный деятель, юрист, c 11 апреля 2014 Судья Высшего Хозяйственного суда Республики Узбекистан, член Социал-демократической партии «Адолат».

## Биография
Полванов, Шухрат Тагаймуратович родился 11 декабря 1977 года в Самаркандской области, Окончил Ташкентский государственный юридический институт. В 2015—2020 — Депутат Законодательной палаты Олий Мажлиса Республики Узбекистан от Нурабадского избирательного округа № 66. Член Комитета по противодействию коррупции и судебно-правовым вопросам. Член фракции Социал-демократической партии Узбекистана «Адолат». С 11 апреля 2014 Судья Высшего Хозяйственного суда Республики Узбекистан.